# غوروديتس
غوروديتس (بالروسية: Городец) هي مدينة في مقاطعة نيجني نوفغورود أوبلاست في روسيا.
يبلغ عدد سكانها حوالي 31385 نسمة.

## أعلام
- ألكسندر نيفيسكي